# Velo d’Astico
Velo d’Astico – miejscowość i gmina we Włoszech, w regionie Wenecja Euganejska, w prowincji Vicenza.
Według danych na rok 2004 gminę zamieszkiwało 2350 osób, 106,8 os./km².